# Campionati del mondo di ciclismo su strada 2007 - Cronometro femminile Elite
La cronometro femminile Elite dei Campionati del mondo di ciclismo su strada 2007 fu corsa il 26 settembre 2007 nel territorio circostante Stoccarda, in Germania, su un percorso di 25,1 km. La tedesca Hanka Kupfernagel vinse la medaglia d'oro, terminando in 34'43"79.

## Percorso
Il circuito della cronometro individuale, da percorrere due volte, ricalcava parzialmente quello delle prove su strada. Dopo il via sull'Am Kochenhof, il percorso per tutti conduceva sull'Am Kräherwald (L1187) verso sud, evitando quindi l'anello della Lenzhalde e della Herdweg e quello della Herderstraße e della Rotenwaldstraße, fino alla Botnanger Straße. Qui il circuito della prova femminile Elite (lungo 12,8 chilometri) riportava le atlete subito verso nord lungo lo stesso percorso della prova in linea e delle altre due prove a cronometro, quindi dalla Beethovenstraße su fino alla Stresemannstraße. Nel complesso la gara femminile Elite, lunga 25,1 km, presentava 415 metri di dislivello.

## Squadre e corridori partecipanti
Le 49 partecipanti sono state suddivise in quattro gruppi; all'interno di ogni gruppo le partenze avvenivano ogni minuto e mezzo, mentre tra un gruppo e l'altro vi era una pausa di 22 minuti, per permettere alle cicliste in corsa di terminare il circuito.
| Gruppo 1 | Gruppo 1            | Gruppo 1 | Gruppo 2 | Gruppo 2             | Gruppo 2 | Gruppo 3 | Gruppo 3            | Gruppo 3 | Gruppo 4 | Gruppo 4            | Gruppo 4 |
| -------- | ------------------- | -------- | -------- | -------------------- | -------- | -------- | ------------------- | -------- | -------- | ------------------- | -------- |
| 49       | Giuseppina Grassi   | 39º      | 36       | Anita Valen de Vries | 35º      | 23       | Тat'jana Аntošina   | 37º      | 11       | Christiane Soeder   | 3º       |
| 48       | Lang Meng           | 44º      | 35       | Trine Schmidt        | 27º      | 22       | Sara Carrigan       | 23º      | 10       | Susanne Ljungskog   | 13º      |
| 47       | Anna Zugno          | 32º      | 34       | Anne Samplonius      | 15º      | 21       | Alex Wrubleski      | 31º      | 9        | Emma Pooley         | 8º       |
| 46       | An Van Rie          | 28º      | 33       | Rasa Polikevičiūtė   | 38º      | 20       | Li Meifang          | 10º      | 8        | María Isabel Moreno | 24º      |
| 45       | Marta Vilajosana    | 34º      | 32       | Paola Madriñán       | 30º      | 19       | Emma Johansson      | 26º      | 7        | Mirjam Melchers     | 11º      |
| 44       | Ellen van Dijk      | 17º      | 31       | Amber Neben          | 4º       | 18       | Tereza Hurikova     | 14º      | 6        | Zul'fija Zabirova   | 12º      |
| 43       | Martina Ruzickova   | 16º      | 30       | Lee Min-hye          | 40º      | 17       | Alison Powers       | 20º      | 5        | Priska Doppmann     | 6º       |
| 42       | Monrudee Chapookham | 47º      | 29       | Wendy Houvenaghel    | 25º      | 16       | Charlotte Becker    | 18º      | 4        | Christine Thorburn  | 5º       |
| 41       | Yong Li Liu         | 42º      | 28       | Evelyn Garcia        | 48º      | 15       | Svetlana Bubnenkova | 29º      | 3        | Edita Pučinskaitė   | 22º      |
| 40       | Hanka Kupfernaghel  | 1º       | 27       | Svitlana Haljuk      | 41º      | 14       | Aurelie Halbwachs   | 46º      | 2        | Karin Thürig        | 9º       |
| 39       | Lesya Kalitovska    | 33º      | 26       | Lyubov Dombitskaya   | 49º      | 13       | Oenone Wood         | 21º      | 1        | Kristin Armstrong   | 2º       |
| 38       | Maryline Salvetat   | 19º      | 25       | Silvia Valsecchi     | 36º      | 12       | Jeannie Longo       | 7º       |          |                     |          |
| 37       | Elissavet Chantzi   | 45º      | 24       | Nontasin Chanpeng    | 43º      |          |                     |          |          |                     |          |

## Classifica (Top 10)
| Pos. | Corridore          | Squadra     | Tempo     |
| ---- | ------------------ | ----------- | --------- |
| 1    | Hanka Kupfernagel  | Germania    | 34'43"79  |
| 2    | Kristin Armstrong  | Stati Uniti | a 23"47   |
| 3    | Christiane Soeder  | Austria     | a 41"53   |
| 4    | Amber Neben        | Stati Uniti | a 1'02"79 |
| 5    | Christine Thorburn | Stati Uniti | a 1'11"08 |
| 6    | Priska Doppmann    | Svizzera    | a 1'21"22 |
| 7    | Jeannie Longo      | Francia     | a 1'21"81 |
| 8    | Emma Pooley        | G. Bretagna | a 1'32"60 |
| 9    | Karin Thürig       | Svizzera    | a 1'35"21 |
| 10   | Li Meifang         | Cina        | a 1'37"78 |